# Yanert Fork
Der Yanert Fork ist ein etwa 62 Kilometer langer rechter Nebenfluss des Nenana River im US-Bundesstaat Alaska. 

## Verlauf
Der Yanert Fork wird vom Yanert-Gletscher auf einer Höhe von etwa 1100 m gespeist. Der Yanert Fork fließt nördlich des Hauptkamms der nördlichen Alaskakette in überwiegend westnordwestlicher Richtung und mündet vier Kilometer nordöstlich von McKinley Park in den Nenana River. 

## Einzugsgebiet
Das etwa 1360 km² große Einzugsgebiet des Yanert Fork liegt in der Alaskakette. Die südliche Grenze verläuft entlang dem Hauptkamm. Das Einzugsgebiet grenzt im Süden und im Westen an das des oberstrom gelegenen Nenana River, im Norden an die Einzugsgebiet von Healy Creek, Wood River und Little Delta Creek sowie im Südosten an die Quellregion des Susitna River.

## Name
Benannt wurde der Fluss vom United States Geological Survey (USGS) nach Sergeant William Yanert, der an einer Expedition unter der Leitung von Edwin Forbes Glenn im Jahr 1898 teilnahm.